# Parallel Sysplex

Schematische Darstellung eines Geographically Dispersed Parallel Sysplex (GDPS). Ein GDPS ist eine Parallel-Sysplex-Ausprägung, bei der Hardware-Komponenten und Verbindungen redundant ausgelegt und auf mehrere Standorte verteilt sind.

Der Sysplex (System processing complex) ist eine um 1990 von IBM eingeführte lose Rechnerkopplung (loosely coupled) von IBM Großrechnern. Oft wird diese einfache Form des Clusters auch Base Sysplex oder Basic Sysplex genannt.
Der Parallel Sysplex ist eine Weiterentwicklung des Sysplex, dessen Einführung 1994 erfolgte. Hierbei handelt es sich um eine nahe Rechnerkopplung (closely coupled). Die Coupling Facility (CF) übernimmt die Funktion eines globalen Arbeitsspeichers, innerhalb dessen drei verschiedene Strukturtypen erzeugt werden können. Dies sind Sperr-, Listen- und Cache-Strukturen, die u. a. genutzt werden um Konkurrenzsituationen beim Zugriff auf geteilte Ressourcen zu verwalten. Bei der Coupling Facility handelt es sich um eine LPAR, oder einen gewöhnlichen IBM Großrechner, auf welchem der Coupling Facility Control Code (CFCC) ausgeführt wird.
Nutzen Subsysteme wie CICS, DB2 oder IMS die durch den Parallel Sysplex bereitgestellten Techniken, so können sie sich gegenüber dem Anwender als eine einzige Anwendung präsentieren, man spricht dann auch von einem Single System Image (SSI).
Bei konsequenter Umsetzung ergeben sich system- und subsystemseitig u. a. Vorteile in
- der dynamischen Lastverteilung,
- der Skalierbarkeit,
- der Verfügbarkeit bei geplanten und ungeplanten Ausfällen.